# Scoloplos thalassae
Scoloplos thalassae är en ringmaskart som beskrevs av Amoureux 1982. Scoloplos thalassae ingår i släktet Scoloplos och familjen Orbiniidae. Inga underarter finns listade i Catalogue of Life.